# Vinharje
Vinharje este o localitate din comuna Gorenja vas - Poljane, Slovenia, cu o populație de 59 de locuitori.